# Floral Park
Floral Park är en ort i Nassau County i delstaten New York, USA. 
Den gränsar till stadsdelen Floral Park i Queens i staden New York.